# Elia Bossi
Pour les articles homonymes, voir Bossi.
Elia Bossi (né le 15 août 1994 à Trieste) est un joueur italien de volley-ball. Il mesure 2,01 m et joue central.

## Clubs
| Club             | De        | À   |
| ---------------- | --------- | --- |
| Pallavolo Modène | 2013-2014 | ... |

## Palmarès
Néant.